# L'Enterprise en folie
L'Enterprise en folie est le deuxième épisode de la première saison de la série télévisée Star Trek : La Nouvelle Génération. Il est diffusé pour la première fois le 5 octobre 1987 en syndication.
Le scénario est inspiré de l'épisode 1x04 de la série originale intitulé L'Équipage en folie.

## Synopsis
L'USS Enterprise retrouve l'USS Tsiolkovsky, et ses quatre-vingt membres d'équipage morts. Alors que l'enquête semble s'enliser, un curieux virus ravage l'Enterprise, poussant les membres de l'équipage à se conduire de manière irrationnelle. Après quelques recherches, le Dr Crusher détermine qu'un virus similaire avait ravagé l'Enterprise du capitaine Kirk, soixante-seize ans auparavant. 

## Distribution
- Patrick Stewart (VF : Alain Choquet) : capitaine Jean-Luc Picard
- Jonathan Frakes (VF : Bernard Bollet) : commandeur William T. Riker
- Brent Spiner (VF : Jean-Pol Brissart) : lieutenant commandeur Data
- LeVar Burton (VF : Gérard Malabat) : lieutenant commandeur Geordi La Forge
- Michael Dorn (VF : Michel Blin) : lieutenant Worf
- Gates McFadden (VF : Valérie Jeannet) : Dr Beverly Crusher
- Marina Sirtis (VF : Anne Plumet) : conseiller Deanna Troi
- Colm Meaney (VF : Jean-Pierre Rigaux) : chef Miles O'Brien
- Denise Crosby (VF : Laurence Dourlens) : lieutenant Tasha Yar
- Wil Wheaton (VF : Nicolas Grossetête) : enseigne Wesley Crusher

## Diffusion
- États-Unis : 5 octobre 1987 en syndication